# Omer Taverne
Pour les articles homonymes, voir Omer et Taverne.
Omer Taverne est un coureur cycliste belge né le 27 juillet 1904 à Waudrez près de Binche. Il est mort le 29 mai 1988 à Dax dans les Landes.

## Biographie

### Jusqu’en 1928
Ses parents sont de nationalité française originaires de Gognies-Chaussée (France).
En 1917 il commence à « s’essayer » dans des épreuves locales.
De parents français mais né en Belgique et vivant en Belgique, il opte pour la nationalité belge en 1923 et effectue son service militaire pour la Belgique en 1924. Il se lance dans les classiques : 10e et puis 15e de Liège-Bastogne-Liège en 1925 et 1926, 45e de Paris-Tours en 1927 (sa première année professionnelle).

### 1929 et 1930
En 1929, il veut s’engager dans le Tour de France. La course est à sa 23e édition, elle aura lieu du 30 juin au 28 juillet sur une distance de 5 286 km (tour 2003 : 3 427 km), 155 partants, deux catégories sont alignées : les as qui comprennent 10 équipes de marques et les « touristes-routiers » dont fait partie Omer. Chacun courra pour soi, l’entraide est tout à fait interdite aux 53 « Groupés »  et 102 « Isolés ». 
La troisième étape (Cherbourg-Dinan) est longue de 199 km, au début, la poussière gêne les coureurs, puis la pluie ne les quitte plus jusqu’à l’arrivée. Peu avant Avranches, Van Bruaene lâche le peloton, Aerts le rejoint pendant un moment mais ils sont repris par une trentaine de coureurs, Omer Taverne met tout le monde d’accord en s’imposant au sprint devant tous les favoris : Charles Pélissier, Jef Demuysere et André Godinat. Il terminera le tour à la 21e place.
En 1930, Omer Taverne va encore s’illustrer, de nouveau dans le Tour de France lors de la 4e étape Brest-Vannes, 210 km, elle se termine au sprint, disputé sur trois quarts de tour de la piste du vélodrome qui mesurait 374 mètres, Taverne l’emporte de justesse devant Charles Pélissier, Piemontesi, Binda et Leducq. Il terminera le Tour de France à la 29e place sur 100 classés à 4 h 23 min 52 s du vainqueur français André Leducq. Dans les classiques aussi, il termine 10e du Tour des Flandres remporté par Frans Bonduel puis il remporte le Championnat de Zurich en battant dans l’ordre le Belge Désiré Louesse et l’Autrichien Max Bulla. Le palmarès des vainqueurs de cette épreuve indique que Taverne est le seul vainqueur belge de 1914 à 1963, l’édition de 1964 est remportée par Guido Reybrouck.

### Après 1930
En 1932, Omer Taverne s’installe en France à Courbevoie où il sera marchand de cycles. En 1935, il terminera 7e d’un Paris-Roubaix emporté par Gaston Rebry. En 1936, il arrête sa carrière professionnelle. Dans les années 50, il s'installe à nouveau comme marchand de cycles au Vésinet (78) aux alentours du 71 boulevard Carnot.
Le 3 mars 1950, il est naturalisé Français.

## Palmarès
- 1922
  - Binche-Tournai-Binche
- 1924
  - Liège-Malmédy-Liège
  - 2e de Bruxelles-Liège
  - 3e de Bruxelles-Paris
- 1925
  - 10e de Liège-Bastogne-Liège
- 1926
  - Binche-Tournai-Binche
  - 1re étape du Tour de Belgique indépendants
  - 3e du championnat de Belgique sur route des indépendants
- 1929
  - 3e étape du Tour de France
- 1930
  - Championnat de Zurich
  - 4e étape du Tour de France
  - 10e du Tour des Flandres
- 1935
  - 7e de Paris-Roubaix